# Attraversamento del Reno
La locuzione attraversamento del Reno si riferisce al momento in cui, il 31 dicembre 406, numerosi popoli barbari (tra cui Vandali, Alani, Burgundi e Suebi) entrarono in territorio romano, devastando la Gallia e dando il via alle invasioni barbariche che avrebbero portato alla caduta dell'Impero romano d'Occidente. L'evento viene ricordato come uno delle più grandi migrazioni in Europa per la moltitudine di tribù che si stanziarono nel territorio romano.

## Storia

Mappa che ricostruisce gli spostamenti dei popoli che attraversarono il Reno intorno al 406

L'attraversamento del Reno violò uno dei limes più sicuri del tardo Impero, e fu uno dei momenti culminanti nel declino dell'Impero romano. Diede il via ad un'ondata di distruzione delle città romane ed al collasso dell'ordine civico in Gallia settentrionale, e permise la nascita di tre usurpatori del titolo di imperatore nella provincia della Britannia. Per questo motivo l'attraversamento del Reno è considerato una pietra miliare del periodo delle migrazioni.
L'opinione comune è che un gruppo misto di Vandali, Alani e Suebi attraversò il Reno ghiacciato presso Magonza il 31 dicembre 406, iniziando a devastare la Gallia. Molti scrittori documentano nelle proprie opere questo fatto, integrati dalla cronaca di Prospero d'Aquitania che fornisce una data precisa, il 31 dicembre 406.
Una lettera di san Girolamo scritta da Betlemme, fornisce una lunga lista di tribù coinvolte, alcune delle quali (come Quadi e Sarmati) prese dalla tradizione storica o letteraria, e cita Magonza come la prima delle città devastate dall'incursione. Si tratta dell'unica prova della comune idea che l'attraversamento del Reno (senza ponti) fosse stato fatto vicino a quella città. Girolamo, a Betlemme, venne anche a sapere del saccheggio di altre città. Mogontiacum, Worms, Reims, Amiens, Arras, Thérouanne, Tournai, Spira e Strasburgo.

Ricostruzione degli spostamenti degli invasori della Gallia tra il 407 e il 409, basata su Peter Heather (2005)

I primi barbari ad arrivare sulla riva orientale del Reno sono stati identificati con un gruppo di rifugiati in fuga dagli Unni, o con i resti del gruppo dei Goti di Radagaiso sconfitti da Stilicone, senza prove esplicite. Il fatto che il Reno fosse ghiacciato, facilitando il passaggio, non è confermato da nessuna fonte contemporanea, ma è una congettura plausibile avanzata da Edward Gibbon. Sulla riva orientale, il gruppo misto di Vandali ed Alani combatté un gruppo di incursori Franchi, probabilmente Foederati al servizio dell'Impero. Il re vandalo Godigisel venne ucciso, ma gli Alani arrivarono a salvare i Vandali e, una volta sconfinati in territorio romano, non incontrarono più resistenza organizzata. Stilicone aveva ritirato le guarnigioni dalla Gallia nel 402, per poter fronteggiare Alarico in Italia.
Nel suo Nuova Storia, Zosimo (vi.3.1) imputa l'usurpazione di Marco in Britannia ad una reazione alla presenza di barbari in Gallia nel 406. Da un frammento di Olimpiodoro di Tebe l'acclamazione a imperatore di Marco, primo tra gli usurpatori romano-britannici, ebbe luogo quell'estate stessa.

## 406 o 405?
Un articolo di Michael Kulikowski afferma che "la sequenza di eventi è piena di difficoltà tecniche", ignorate dagli storici moderni, che lo hanno portato a rianalizzare le fonti letterarie. La sua conclusione è stata che la data di attraversamento del pieno inverno sarebbe il 31 dicembre 405, il che porterebbe ad una cronologia più coerente degli eventi avvenuti in Belgica, in Gallia ed in Britannia. Kulikowski spiega come venne scelta la data del 406.
Il 406 come anno di attraversamento venne inizialmente ipotizzata da Prospero d'Aquitania nelle sue cronache: "Nel sesto consolato di Arcadio e Flavio Anicio Petronio Probo, Vandali ed Alani entrarono in Gallia, avendo attraversato il Reno, il giorno prima delle calende di gennaio". Il sesto consolato di Arcadio, con Probo come co-console, corrisponde al 406. Prospero citò l'invasione di Radagaiso in Italia come primo evento dell'anno precedente, ed assegna correttamente all'anno successivo (407) l'usurpazione di Costantino III. "I tre fatti sono collegati, ed insieme ci raccontano un pezzo di storia"; Kulikowski osserva che "Prospero stava scrivendo una cronaca, e quel genere letterario aborrisce gli anni vuoti. Dal momento che il genere scelto richiedeva un evento per ognuno dei tre anni, Prospero semplicemente divise la sequenza di eventi, uno per anno. Fece la stessa cosa in altri punti dell'opera".
Tenendo a mente la data ufficiale del 31 dicembre 406, molto si basa sull'inattività di Stilicone, a volte imputata alle sue ambizioni in Illiria. La data proposta da Kulikowski (31 dicembre 405) trova Stilicone occupatissimo in Tuscia a combattere le forze di Radagaiso, che venne alla fine sconfitto e giustiziato nell'agosto 406. Posiziona anche l'acclamazione del primo usurpatore in Britannia, caratterizzata da una reazione alla paura della presenza barbara in Gallia, dopo l'attraversamento del Reno.